# Говорящий сверчок
Говорящий Сверчок — персонаж сказок про Пиноккио и Буратино:
- «Приключения Пиноккио» Карло Коллоди. Здесь Сверчок появляется четыре раза: в первый раз — в доме Джепетто, где живёт больше 100 лет. Он даёт Пиноккио совет, но в ответ получает удар молотком по голове. Второй раз — в лесу, где Пиноккио после посещения таверны ищет Лиса и Кота, Сверчок велит ему вернуться домой, но Пиноккио опять его не слушает. Третий раз Сверчок вместе с Вороном и Сычом осматривал Пиноккио в доме Феи. Последний раз он появился в доме Феи, после того как она покинула его, приняв у себя Пиноккио и Джепетто, когда они спаслись от акулы и доплыли до земли.
- «Золотой ключик, или Приключения Буратино» А. Н. Толстого. Здесь персонаж живёт в каморке папы Карло. Пока Буратино был один дома, Сверчок даёт ему совет слушаться Карло и ходить в школу, но Буратино кинул в него молоток. Однако Сверчок его не ругает, а тихо уходит. Также Сверчок появляется в конце сказки сидящим на одной из башен нового театра, куда попадают Буратино с друзьями после того, как открывают Золотым ключиком дверь за нарисованным очагом. Данный персонаж также фигурирует во многих продолжениях сказки и в экранизациях.